# Airbus A220
O Airbus A220, antigo Bombardier CSeries, é uma família de aviões bimotores desenvolvida Bombardier Aerospace, e que teve parte majoritária adquirida posteriormente pela Airbus. São jatos regionais narrow-body, composto pelos modelos A220-100 (antigo CS100) com capacidade 110 passageiros, e o A220-300 (antigo CS300) com capacidade para 135 passageiros. Ambos são equipados com motores Pratt & Whitney PW1500G. O voo inaugural desta série foi em 16 de setembro de 2013.

O projeto foi anunciado em julho de 2004, com custo de aproximadamente US$ 3,5 bilhões, sendo US$ 350 milhões financiado pelo governo do Canadá e US$ 300 milhões financiado pelo governo do Reino Unido, sendo cancelado por um ano entre 2006 e 2007. A aeronave é feita de 46% de compósito, 24% de alumínio-lítio.
No dia 10 de julho de 2018 foi anunciado o rebranding da família CSeries, passando a chamar-se Airbus A220, no seguimento do acordo entre a Bombardier e a Airbus.

## Primeira vez do A220 na América do Sul
Dados de: AEROFLAP - NOTÍCIAS DA AVIAÇÃO
Após passar pelo Chile e Argentina, o modelo Francês, realizou no dia 11 de abril de 2022, o pouso no aeroporto internacional de São Paulo-Guarulhos pela primeira vez, assim sendo a primeira vez que o Brasil recebe este modelo;
O voo realizado no dia 12 teve como objetivo atrair empresas aéreas do Brasil e para ser uma das atrações do FIDAE 2022 (Feira Internacional do Ar e Espaço) que ocorre periodicamente a cada 2 anos no Chile.

O avião de prefixo HB-JCU operado pela Swiss International Airlines teve como programação no Brasil o aeroporto de Cumbica e o aeroporto de Congonhas, após passar o dia no Brasil, o modelo partiu no começo da manhã do dia 13 de abril de 2022 (quarta) rumo a Miami. Vale ressaltar que na ocasião o avião foi operado pela Airbus, para então ser devolvido aos cuidados da Swiss International Airlines.

## Especificações (A220-100 e A220-300)
Dados de: Bombardier Aerospace e Pratt & Whitney.
Descrições gerais
- Tripulação: A220-100: 2+5; A220-300: 3+5
- Capacidade: A220-100: 3 629 kg (8 000 lb); A220-300: 4 853 kg (10 700 lb)
- Comprimento:  A220-100: 30 m (98,4 ft); A220-300: 38,7 m (127 ft)
- Envergadura:  A220-100/300: 35,1 m (115 ft)
- Altura:  Na cauda A220-100/300: 11,5 m (37,7 ft)
- Área alar:  A220-100/300: 112,3 m² (1 210 ft²)
- Peso vazio: 33 300 kg (73 400 lb) A220-100 somente
- Peso de decolagem:  A220-100: 58 967 kg (130 000 lb); A220-300: 62 317 kg (137 000 lb)

Motorização
- Número de motores: 2x
- Tipo do motor: Turbofan
- Fabricante/modelo: Pratt & Whitney PW1500G
- Empuxo por motor: 10 568,7 kgf (23 300 lbf) (103.6 kN)

Performance
- Velocidade máxima: 870 km/h (541 mph)
- Velocidade de cruzeiro (Mach): 0.7106 Ma
- Velocidade total em Nó: 469,5 kn (870 km/h)
- Alcance: 5 463 km (3 390 mi)
- Tecto de serviço: 12 497 m (41 000 ft)
- Pista máx. decolagem (MTOW): 1 890 m (6 200 ft)
- Distância para aterrissagem: 1 494 m (4 900 ft)